# Microregione di Vitória
Vitória è una microregione dello Stato dell'Espírito Santo in Brasile appartenente alla mesoregione di Central Espírito-Santense.

## Comuni
Comprende 5 comuni:
- Cariacica
- Serra
- Viana
- Vila Velha
- Vitória

| Controllo di autorità | LCCN (EN) n81022191 |